# Enno von Colomb
Wilhelm Günther Enno von Colomb (Berlín, 31 de agosto de 1812 - Kassel, 10 de febrero de 1886) fue un teniente general prusiano y escritor militar.

## Biografía

### Origen
Era hijo del general de caballería prusiano Peter von Colomb (1775-1854) y de su primera esposa Wilhelmine Luise, de soltera Stosch (1784-1822). Su hermano Gebhard von Colomb (1815-1891) y su hermanastro Karl (1831-1911) también se convirtieron igualmente en tenientes generales prusianos.

### Carrera militar
Colomb estudió en el liceo Federico Guillermo de Berlín y en el liceo de Neisse. El 20 de febrero de 1831 se incorpora al 1.º Regimiento de ulanos de la Guardia del Ejército prusiano en Potsdam. Colomb es promovido a subteniente el 20 de diciembre de 1831 y sigue en la Academia Militar Prusiana entre octubre de 1835 y finales de junio de 1838. En octubre de 1839 es promovido a adjunto del regimiento, se convierte en teniente primero el 11 de mayo de 1848 y, como tal, adjunto de la 2.ª Brigada de caballería de la Guardia el 13 de febrero de 1849. A partir del 3 de marzo de 1849, es asignado como adjunto al comandante general del Cuerpo de la Guardia. Promovido al grado de Rittmeister en octubre de 1851, Colomb es destinado el 1 de mayo de 1853 al Ministerio de Guerra. El 15 de noviembre de 1855, retorna al servicio de las tropas y se convierte en jefe de escuadrón del 4.º Regimiento de ulanos. A finales de marzo de 1858, es promovido a mayor y el 8 de julio de 1858 retorna al 1.º Regimiento de ulanos de la Guardia. Primero fue utilizado como oficial de estado mayor, después Colomb está al cargo del mando del regimiento a partir del 25 de julio de 1859, y el 24 de julio de 1861 es finalmente nombrado comandante.
Durante la guerra austro-prusiana de 1866, comanda su regimiento durante la batalla de Sadowa y recibe la Orden de la Corona de tercera clase con espadas. Bajo la posición à la suite de su regimiento, Colomb es nombrado el 5 de marzo de 1867 comandante de la 12.ª Brigada de caballería y en este puesto es promovido a mayor general el 18 de junio de 1869.
Durante la movilización en ocasión de la guerra contra Francia, Colomb recibió el mando de la 3.ª Brigada de caballería el 13 de julio de 1870, con la que participa en las batallas de Beaumont, Sedán, Orleans y Le Mans, y en el sitio de París. Sus realizaciones son reconocidas con la atribución de las dos clases de la cruz de hierro.
Después de la paz de Fráncfort, Colomb vuelve a ser comandante de la 12.ª Brigada de caballería. Después de ser promovido a teniente general el 2 de septiembre de 1873, es transferido el 25 de noviembre de 1873 con su salario como oficial del ejército. El 10 de febrero de 1874, es nombrado comandante de Kassel. En esta posición, Colomb recibió el 20 de enero de 1878 la Orden del Águila Roja de primera clase con hojas de roble y el 1 de marzo de 1881, con ocasión de su 50.º aniversario de servicio, la cruz y la estrella de comendador de la Orden de la Casa Real de Hohenzollern. El 14 de julio de 1885, es puesto a disposición con su pensión legal.

### Familia
Colomb se casó el 8 de mayo de 1851 en Linz con Klara Luise Georgine baronesa von Binzer (1823-1910). Ella era la hija mayor de August Daniel von Binzer y de Emilie von Binzer. La pareja tuvo los siguientes hijos de este matrimonio:
- Wilhelmine Marie Emilie Catherine (8 de marzo de 1854, Berlín) casada el 19 de julio de 1893 con Friedrich von Bernhardi, General der Kavallerie
- Adalbert Alexandre Karl Gebhard Christoph (13 de marzo de 1857 en Schneidemühl), capitán de fragata
- Ferdinand Maximilien Franz Alfred Benno (19 de enero de 1861 en Potsdam), coronel prusiano

## Publicaciones
- Aus dem Tagebuch des Generalmajors von Colomb 1870/71. Berlín 1876.
- Beiträge zur Geschichte der preußischen Kavallerie. Berlín 1880.
- als Hrg.: Blücher in Briefen aus den Feldzügen 1813–15. Berlín 1876.
- Betrachtungen über die Führung der Kavallerie, Berlín 1869, Digitalisat